# یونکرات
یونکرات (به آلمانی: Jünkerath) یک شهر در آلمان است که در فولکانایفل واقع شده‌است. یونکرات ۱٬۶۹۷ نفر جمعیت دارد.